# Куманин, Константин Георгиевич
Константин Георгиевич Куманин (19(31).05.1897 — 28.10.1970) — советский учёный в области формообразования оптических поверхностей и оптического материаловедения, лауреат Сталинской премии.

## Биография
На 1.02.1917 указан как прапорщик Семёновского полка (во время Первой мировой войны чин прапорщика присваивался лицам, окончившим ускоренный курс военных училищ).
После окончания Ленинградского государственного университета (1926) работал в Государственном исследовательском керамическом институте.
По совместительству научный сотрудник 1-го разряда Лаборатории экспериментальной минералогии АН СССР (1933—1934), ассистент (1934—1936) и доцент (1936—1940) кафедры петрографии геологического факультета ЛГУ.
В 1936 году защитил диссертацию на соискание степени кандидата химических наук.
С 1940 г. старший научный сотрудник, с 1942 по 1963 г. начальник лаборатории проблем шлифовки и полировки стекла Государственного оптического института (ГОИ) (в 1941—1943 гг. в эвакуации в Йошкар-Оле).
К 1941 году подготовил и опубликовал докторскую диссертацию «Строение и свойства стекол с точки зрения правила фаз» (она была защищена позже — в 1944 г.).
По совместительству — консультант Лаборатории общей химии АН СССР.
Сталинская премия 1952 года — за разработку конструкций отечественных машин и новой технологии производства. Награждён орденом Красной Звезды (16.09.1945).
Умер в Ленинграде 28.10.1970. Похоронен на Сестрорецком кладбище (участок 3).

## Сочинения
- О влиянии титана и железа на окрашивание глиняного черепка [Текст] / К. Куманин. — Москва: Научно-техническое управление ВСНХ, 1927 (типо-лит. ВТУ им. т. Дунаева). — 74, [2] с., [1] клад. л. табл.: диагр., черт.; 26х18 см. — (СССР. Научно-техническое управление ВСНХ; № 212) (Труды Государственного исследовательского керамического института; вып. 6).
- Исследование пластических свойств глинистых материалов по методу Броньяра [Текст] / К. Куманин. — Москва: Науч.-технич. упр-ние ВСНХ, 1929 ([Л.]: тип. Химтехиздата). — 38 с.: граф.; 26х17 см. — (Труды Государственного исследовательского керамического института/ С.С.С.Р. Науч.-технич. упр-ние ВСНХ; № 336. Вып. 22).
- Формирование оптических поверхностей.-М.: Оборонгиз.-1952.-141с.
- Механизированная доводка плоских оптических деталей [Текст] / Проф. К. Г. Куманин, С. М. Кузнецов, Г. М. Шишкин: Под ред. проф. С. И. Фрейберга. — Москва: Оборонгиз, 1955. — 24 с.: ил.; 22 см.
- Газопроницаемость как метод исследования шамотного черепка [Текст] / Ю. Квашенинников, К. Куманин. — [Ленинград]: Госхимтехиздат. Ленингр. отд-ние, 1933 (тип. им. Бухарина). — Обл., 32 с.: граф.; 25х18 см. — (Труды научно-исследовательских институтов промышленности/ Гос. иссл. керамич. ин-т; Вып. 40).
- Тройная система Na₂O-BaO-SiO₂ [Текст] / Проф. К. Г. Куманин, доц. Н. Л. Дилакторский, Р. Л. Немировская, Г. С. Красиков. — Москва : Оборонгиз, 1950. — 31 с.: ил.; 26 см. — (Труды Государственного ордена Ленина оптического института; Т. 22, вып. 135).
- Формообразование оптических поверхностей [Текст]: Сборник статей / Под ред. проф. К. Г. Куманина. — Москва : Оборонгиз, 1962. — 432 с., 1 л. ил.: ил.; 22 см.